# ジョシュ・ターナー
ジョシュ・ターナー (Joshua Otis "Josh" Turner、1977年11月20日 - ) は、アメリカ合衆国のカントリー歌手、俳優。2003年、MCAナッシュビル・レコードと契約。低音を特徴とする。2003年のアルバム『Long Black Train』からシングル・カットされたタイトル曲『Long Black Train』で世に知られるようになった。2005年のアルバム『Your Man』からシングル・カットされた『Your Man』と『Would You Go with Me』で初めての第1位となり、2007年のアルバム『Everything Is Fine』からのシングル『Firecracker』は第2位となった。2010年のアルバム『Haywire』から『All Over Me』と共に第1位となったシングル『Why Don't We Just Dance』は彼の最大のヒット曲となった。2012年のアルバム『Punching Bag』に先駆けて発表されたシングル『Time Is Love』は『ビルボード』誌の年間カントリー・チャートで第1位となった。

## 生い立ち
サウスカロライナ州ハンナ育ち。彼の両親はイングランド系アメリカ人である。教会に通って様々な聖歌隊を経験し、自身のバスやバリトンの素養を自覚する。高等学校卒業後、ベルモント大学に通い、音楽業界へ進むためテネシー州ナッシュビルに転居。大学卒業後、2001年12月21日にグランド・オール・オープリーにデビューし、自身が作曲した『Long Black Train』を発表。曲の途中でスタンディング・オヴェーションとなり、アンコールで再度この曲を演奏。
1996年、右声帯の損傷が悪化。手術は必要なかったが、1年間休養せねばならなかった。ターナーは「この年、上手に口笛を吹けるようになった」と語った。ヴァンダービルト大学のヴォイス・クリニックで検査を受け、自身での治し方を教わった。休養中、クラシックの発声方法や悪化させないで声をケアする方法を学んだ。

## プライベート
兄弟のマット、姉妹のキャリーがいる。
2003年、ベルモント大学在学中に知り合ったジェニファー・フォードと結婚。彼のツアー公演にはキーボード兼バック・ヴォーカルとして同行する。
2006年10月6日、長男ハンプトン・オーティス・ターナー、2009年6月26日、次男コルビー・リンチ・ターナー、2010年12月12日、三男クロウフォード・マリオン・ターナーをもうける。

## 俳優業
伝道師ビリー・グラハムの伝記映画『Billy: The Early Years』でグラハムの聖歌隊のメイン・ソリストであるジョージ・ビバリー・シェー役を演じた。